# Аляб'єв Анатолій Іванович
Анатолій Іванович Аляб'єв (нар. 1939) — радянський футболіст, що грав на позиції півзахисника. Відомий за виступами у складі низки радянських клубів у класі «Б» та другій групі класу «А», а також у складі алматинського «Кайрата» у вищій радянській лізі.

## Клубна кар'єра
Анатолій Аляб'єв розпочав виступи на футбольних полях у команді класу «Б» «Авангард» з Комсомольська-на-Амурі у 1961 році. У 1964 році він став гравцем команди вищої радянської ліги «Кайрат» з Алма-Ати, щоправда в команді зіграв лише 2 матчі. У 1965—1966 роках футболіст грав у складі команди другої групи класу «А» «Шахтар» з Караганди. У 1967 році Аляб'єв, разом із досвідченими футболістами Миколою Тимошенком та Юрієм Зубковим, одним із кращих бомбардирів владимирського «Трактора» Володимиром Даниловим, а також молодим Володимиром Григор'євим, став гравцем іншої команди другої групи класу «А» «Таврії» з Сімферополя. У команді зіграв лише 5 матчів, і в 1968 році став гравцем калінінської «Волги». У 1970 році Аляб'єв повернувся до «Таврії», проте в основному складі не грав, перейшовши до аматорської сімферопольської команди «Авангард», у складі якої він і закінчив виступи на футбольних полях у 1973 році.